# Рогозин, Максим Александрович
Максим Александрович Рогозин (род. 19 июля 1995 года, Уфа) — российский сноубордист, выступающий в параллельных дисциплинах. Чемпион России 2016 года в параллельном слаломе. Мастер спорта России.

## Биография
Максим Рогозин начал заниматься сноубордом в 2008 году, в секцию сноуборда привели родители.
7 декабря 2013 года Максим Рогозин дебютировал на международной арене на этапе Кубка Европы в Австрийском Hochfügen, заняв 62-е место в параллельном гигантском слаломе.
В 2016 году выиграл общий зачёт Кубка России.
Наивысшем успехом Максима на этапах Кубка Европы является победа в слаломе 29 февраля 2020 года на этапе Кубка Европы в Гудаури, Грузия.
На этапах Кубка мира Максим Рогозин дебютировал 30 января 2016 года в Москве, где получил дисквалификацию. Наивысшим успехом Максима на этапах Кубка мира является 3-е место в параллельном слаломе, занятое 26 января 2019 года на этапе Кубка мира в Москве.